# Pedro Ricardo Barreto Jimeno
Pedro Ricardo Barreto Jimeno, S.J. (Lima, 12 de fevereiro de 1944) é um cardeal peruano da Igreja Católica. Ele é arcebispo emérito de Huancayo desde 2024.

## Biografia
Barreto nasceu em Lima, no Peru, em 12 de fevereiro de 1944 e entrou no noviciado jesuíta. Ele estudou filosofia na faculdade jesuíta em Alcalá de Henares, Espanha, e teologia em Lima. Foi ordenado presbítero da Companhia de Jesus em 18 de dezembro de 1971 e recebeu seus votos finais como jesuíta em 3 de outubro de 1976.
Em 21 de novembro de 2001, o Papa João Paulo II nomeou-o bispo-titular de Acufida e vigário apostólico de Jaén no Peru. Ele foi consagrado bispo em 1 de janeiro de 2002, por José María Izuzquiza Herranz, S.J., vigário-emérito de Jaén, coadjuvado por Luis Armando Bambarén Gastelumendi, S.J., prelado de Chimbote e por Rino Passigato, núncio apostólico no Peru.
Em 17 de julho de 2004, João Paulo II nomeou-o arcebispo de Huancayo e ele foi instalado lá em 5 de setembro. 
Ele chefiou a Seção de Justiça e Paz da Conferência Episcopal Latino-Americana. Ele lutou contra o impacto da mineração sobre o impacto ambiental em La Oroya.
Em 29 de setembro de 2012, o Papa Bento XVI fez dele um membro do Pontifício Conselho Justiça e Paz.
Em 20 de maio de 2018, o Papa Francisco anunciou que o criaria cardeal no consistório de 29 de junho, quando recebeu o barrete cardinalício e o título de cardeal-presbítero de Santos Pedro e Paulo na Via Ostiense, de onde tomou posse em 10 de março de 2019. Participou do Sínodo dos Bispos para a Região Pan-Amazônica, como delegado-presidente.
Durante a Pandemia de COVID-19, realizou diversos trabalhos para a arrecadação de fundos para a aquisição de usinas de oxigênio. Por meio da campanha "Quero viver, tenho falta de oxigênio", a Arquidiocese de Huancayo conseguiu arrecadar mais de um milhão de soles peruanos (cerca de € 250.000) para reforçar o atendimento aos pacientes COVID-19 na região. Ele garantiu que "a comissão técnica avaliou vários pró-formas e está decidindo adquirir as usinas de oxigênio da Pontifícia Universidade Católica do Peru (PUCP) porque a entrega será feita em menos tempo. Até mesmo os engenheiros da PUCP treinarão as equipes Huancayo e Jauja para colocar as respectivas equipes em operação."
Em 27 de março de 2022, foi eleito como presidente da Conferência Eclesial da Amazônia.
Em 12 de fevereiro de 2024, teve sua renúncia aceita ao governo pastoral da arquidiocese, no mesmo dia em que deixou de ser um cardeal eleitor em um eventual conclave.